# Amt Aschach
Das Amt Aschach war ein Amt des Hochstifts Würzburg.

## Geschichte
Die Burg Aschach war das ursprüngliche Zentrum der Machtausübung in der Umgegend. Die Burg wurde ab dem Jahr 1165 unter dem Henneberger Poppo VI. erbaut. Bei der hennebergischen Hauptteilung der Grafschaft Henneberg 1274 entstand als eine der drei Linien Henneberg-Aschach. Im Rahmen der Territorialisierung entstand aus diesem Herrschaftsbereich das Amt Aschach. 1306 ist mit Dietrich von Heustreu erstmals ein Amtmann urkundlich bekannt.
1391 erwarb Dietrich von Bibra das Amt, das vorher bereits an ihn verpfändet war. Nach Ablauf der vereinbarten 10-jährigen Wiederkauffrist verkauften die Vormünder seines Sohnes Hans 1401 das Amt an das Hochstift Würzburg. Dagegen legte Henneberg Widerspruch ein; in einem Rezess von 1402 verzichtete Henneberg aber auf die Ansprüche. Friedrich I. von Henneberg erhielt das Amt Aschach und den würzburgischen Anteil am Amt Münnerstadt 1434 für 24.000 Gulden verpfändet. 1486 wurde der Besitz der Henneberger erneut geteilt und Otto III. von Henneberg erhielt die Ämter Aschach und den Anteil an Münnerstadt. Würzburg löste die Verpfändung ein. In einem Vergleich einigte man sich auf das Ende der Verpfändung 1490 und der Einsetzung Otto III. von Henneberg als Amtmanns. Mit dem kinderlosen Tod Ottos 1502 fiel das Amt an Würzburg zurück. 1503 wurden die beiden Ämter an Otto Voit von Salzburg und 1510 an Georg von Herbstadt verpfändet, die beide auch zu Amtmännern ernannt wurden.
Die Statistik des Hochstiftes Würzburg von 1699 nennt 1184 Untertanen in 28 Dörfern. Als jährliche Einnahmen des Hochstiftes aus dem Amt wurden abgeführt: Schatzung: 376 Reichstaler, 10 Batzen, Akzise und Ungeld: 461 fl und Rauchpfund: 1154 Pfund.
Im 18. Jahrhundert wurde das Amt Arnstein auch als Oberamt bezeichnet. An der Spitze stand formell ein adliger Oberamtmann.
Nach dem Übergang an Bayern 1802 wurde das Amt aufgehoben und der überwiegende Teil der Orte dem Landgericht Kissingen zugeordnet. Das dazugehörige Rentamt Kissingen hatte seinen Sitz in Aschach.

## Die Cent Aschach
Zur Zent Aschach gehörten die Amtsorte und die Vogtei Steinach. Die Vogtei Steinach wurde 1381, 1448, 1486 und 1512 stückweise von den Familien von der Tann und Bibra erworben und dem Amt Aschach angegliedert.
Das Zentgericht wurde in bürgerlichen Sachen im Schenkhaus, in Strafsachen vor dem Schloss am Zentberg gehalten. Als Flurname weist „Hochgericht“, etwa 1300 Meter nordwestlich der Kirche auf diesen Gerichtsplatz hin.

## Umfang
Dieses Oberamt bestand aus dem Markt Aschach sowie den Ortschaften Albertshausen, Bocklet, Burkardroth, Frauenroth, Gefäll, Großenbrach, Haard, Hassenbach, Hohn, Katzenbach, Kleinbrach, Langenleiten, Lauter, Poppenroth, Premich, Riedenberg, Roth, Sandberg, Schlimpfhof, Schmalwasser, Stangenroth, Steinach, Stralsbach, Waldberg, Waldfenster, Wollbach und Zahlbach.

## Persönlichkeiten

### Amtmänner
- Dietrich von Heustreu (1306)
- Kiselinc (1330)
- Johann von Ostheim (1332, 1334)
- Otto III. von Henneberg (1490–1502)
- Otto Voit von Salzburg (1503)
- Georg von Herbstadt (1510)
- Valentin Echter von Mespelbrunn (ab 1579)

### Oberamtmänner
- Heinrich Voit von Salzburg [1760], [1767], [1773][2]
- Wilhelm Lucas Freiherr von Quaad [1800][3]

### Amtskeller
- Philipp Ignatz Rudolph [1760][4]
- Joh. Christoph Döstler [1767][5]
- Hermann Wittmann [1773]
- Gotthard Martinego (Amtskeller und Zentgraf) [1800]